# Hedysarum montanum
Hedysarum montanum är en ärtväxtart som först beskrevs av Boris Fedtjenko, och fick sitt nu gällande namn av Boris Fedtjenko. Hedysarum montanum ingår i släktet buskväpplingar, och familjen ärtväxter. Inga underarter finns listade i Catalogue of Life.